# SYNOP
SYNOP, eller Synoptisk observation, är en meteorologisk observation av väderparametrar, eller kortare en väderrapport. Med ordet synoptisk menar man att observationen sker samtidigt som andra observationer på andra platser. Detta medför att man får en samlad överblick över vädersituationen över ett större område. Detta i sin tur gör att man kan följa väderförändringar på olika platser och beräkna fram prognoser för hur vädret kommer att bli.